# Banc d'Espanya (Madrid)
La seu principal del Banc d'Espanya es troba a Madrid, amb façanes a la plaça de Cibeles, el carrer d'Alcalá i el passeig del Prado.
El Banc d'Espanya, com a institució, va ser creat el 1856, com a fusió del Banc d'Isabel II amb el Banc de San Fernando, i la seva primera seu va ser l'edifici dels Cinc Gremis Majors, situat al carrer d'Atocha de la ciutat.
L'increment d'activitats va fer insuficient l'espai i el Consell director es va proposar la construcció d'una nova seu, gestionant la compra del Palau de Alcañices, propietat del duc de Sesto, i per l'adquisició va pagar el preu d'uns tres milions de pessetes.
Les obres del nou edifici es van fer seguint el projecte d'Eduardo Adaro i Severiano Díaz de la Lastra, projecte amb el qual aquests arquitectes van guanyar la medalla d'or de l'Exposició Nacional de Belles Arts de 1884. Aquell mateix any, el 4 de juliol, es posava la primera pedra del Banc, en un acte solemne, amb la presència del rei Alfons XII.
La planta es distribueix en crugies paral·leles a una sèrie de patis alineats amb els eixos del passeig del Prado i Alcalá articulades pel tram diagonal del xamfrà. Les façanes recullen un repertori decoratiu eclèctic, encara que la sobrietat de sòcols i plantes baixes accentuen la idea de solidesa representativa que correspon a la institució que acull. L'adequada gradació de la mida d'obertures a les diferents plantes i la seva varietat compensen la marcada horitzontalitat del conjunt.